# ペーター・フランクル
ペーター・フランクル（Peter Frankl, 1935年 - ）は、ハンガリー出身のイギリスのピアニスト。

## 人物
古典派音楽（特にモーツァルト）やロマン派音楽、近代音楽を得意としている。ソリストとしては、世界的なオーケストラや指揮者と共演してきただけでなく、欧米の主要な国際的な音楽祭にも参加している。1960年に録音したドビュッシーのピアノ曲全集は評価が高い。室内楽奏者としても活躍しており、チョン・キョンファなどと共演して録音も残している。